# 九州クラウン
九州クラウン（きゅうしゅうクラウン）は、佐賀県競馬組合が佐賀競馬場ダート1400mで施行する地方競馬の重賞競走である。正式名称は「報知新聞社杯 九州クラウン」。報知新聞社が優勝杯を提供している。

## 概要
2021年度の番組改編において新設された重賞競走。佐賀競馬における春の短距離重賞である。
2022年の第1回は、「創刊150周年記念報知新聞社杯 九州クラウン」の名称で施行された。

### 条件・賞金等（2025年）
条件
サラブレッド系3歳以上オープン、佐賀所属。
負担重量
定量（3歳54kg、4歳以上56kg、牝馬2kg減）
賞金額
1着400万円、2着140万円、3着80万円、4着60万円、5着40万円、着外8万円。
副賞
報知新聞社賞、佐賀県知事賞、佐賀県馬主会会長賞、佐賀県競馬組合管理者賞。

## 歴代優勝馬
| 回次  | 施行日        | 優勝馬             | 性齢 | 所属 | タイム | 優勝騎手 | 管理調教師 | 馬主                             |
| ----- | ------------- | ------------------ | ---- | ---- | ------ | -------- | ---------- | -------------------------------- |
| 第1回 | 2022年3月13日 | タガノキトピロ     | 牡5  | 佐賀 | 1:29.8 | 田中純   | 九日俊光   | 崎谷彦司                         |
| 第2回 | 2023年3月26日 | リュウノシンゲン   | 牡5  | 佐賀 | 1:28.6 | 山田義貴 | 山田徹     | SRE（同）                        |
| 第3回 | 2024年3月10日 | ジョンソンテソーロ | 牡5  | 佐賀 | 1:27.9 | 山口勲   | 東眞市     | 了徳寺健二ホールディングス（株） |
| 第4回 | 2025年3月9日  | ネオシエル         | 牡5  | 佐賀 | 1:28.3 | 石川倭   | 真島元徳   | 瓜生和彦                         |

### 各回競走結果の出典
- 九州クラウン　歴代優勝馬 - 地方競馬全国協会
- JBISサーチ
  - 2022年、2023年、2024年、2025年